# Rujišta (Višegrad, BiH)
Rujišta je naseljeno mjesto u općini Višegrad, Republika Srpska, BiH.

## Stanovništvo
Nacionalni sastav stanovništva 1991. godine, bio je sljedeći:
| Narod       | Broj stanovnika |
| ----------- | --------------- |
| Srbi        | 30              |
| Muslimani   | 18              |
| Jugoslaveni | 1               |
| Ukupno      | 49              |